# Taco van den Honert
Taco van den Honert, né le 14 février 1966 à Leyde, est un joueur néerlandais de hockey sur gazon.

## Palmarès
- Médaille de bronze aux Jeux olympiques de Séoul en 1988
- Médaille d'or aux Jeux olympiques d'Atlanta en 1996[1]